# Rakouský vzdělávací systém

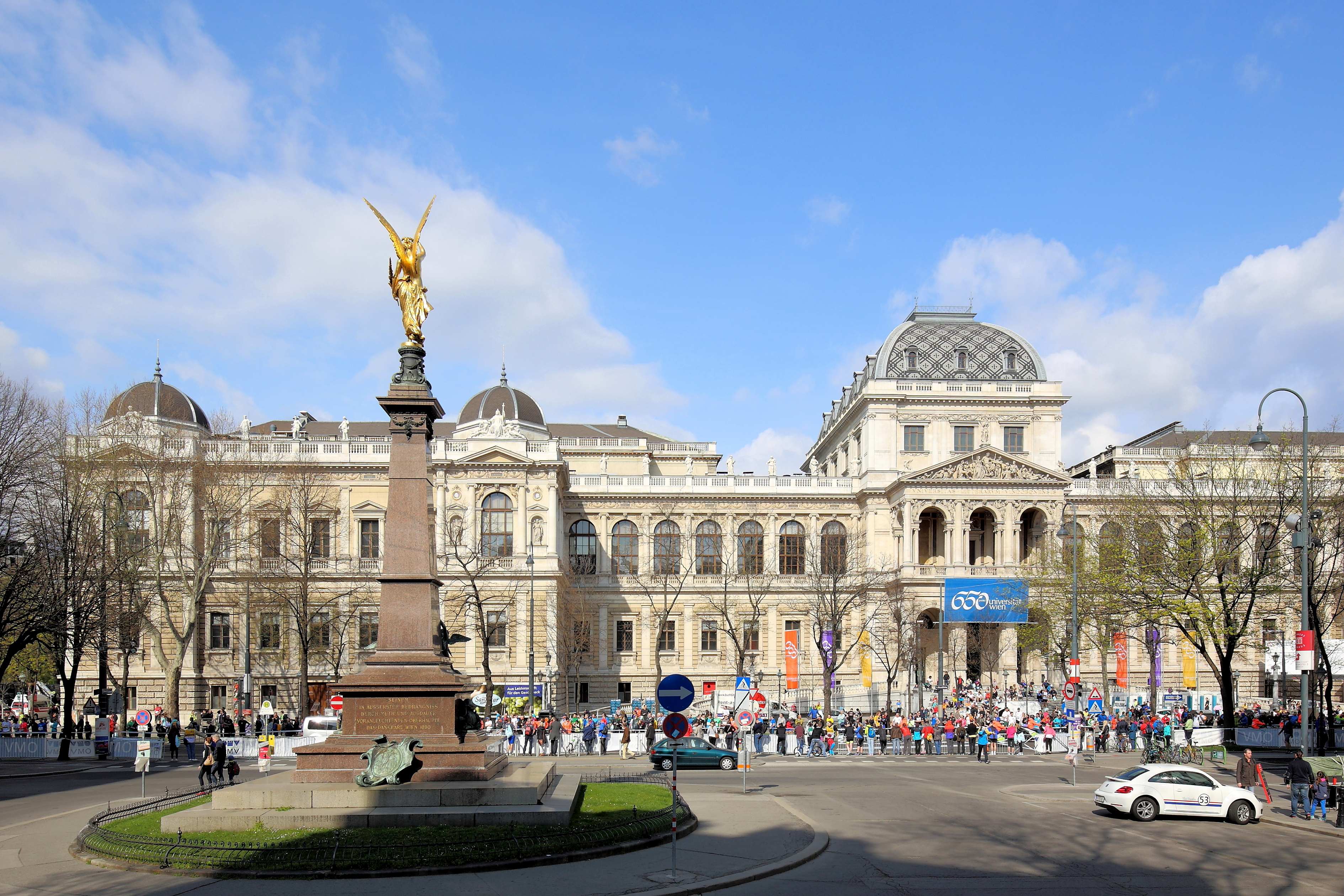
Vídeňská univerzita (Universität Wien) na ulici Ringstraße

Rakouský vzdělávací systém (německy Bildungssystem in Österreich nebo také Bildungswesen in Österreich) nabízí mnoho možností, a je tak uzpůsoben různým potřebám různých žáků. Odpovědnost za vzdělání v zemi se dělí mezi federální a provinční úroveň. Školství je financováno z veřejných rozpočtů, a to až z 97 %.

## Popis
Školní docházka je v Rakousku povinná pro všechny děti od šesti let, které žijí v Rakousku, a to po dobu 9 let. Předtím, tj. po dosažení třetího roku, mohou děti navštěvovat mateřskou školu, ta je od roku 2010 povinná pouze jeden rok před nástupem na základní školu. Vedle toho jsou zde i školy soukromé, které ale nejsou příliš rozšířené a jsou většinou zřizovány katolickou církví, a státní školy (ve kterých se neplatí školné).
Ve svých 6 letech nastupuje dítě na první stupeň základní školy. Pro děti, které ještě nejsou na školní docházku připraveny, je zaveden přípravný stupeň základní školy. Po absolvování prvního stupně základní školy dítě pokračuje dle svého výběru buď na druhý stupeň základní školy, nebo na nižší stupeň vyšší všeobecně vzdělávací školy. Poté děti mohou pokračovat na vyšším stupni všeobecně vzdělávací školy, na vyšší odborné škole, střední odborné škole nebo mohou pokračovat s učňovským vzděláváním. Po ukončení sekundárního vzdělání mohou se žáci rozhodují, pokud chtějí ve svém vzdělávání pokračovat, zda to bude na univerzitě, akademii, vysoké odborné škole, škole abiturientských studií či na pedagogické vysoké škole.

## Členění

### Primární školství
První stupeň (primární školu) navštěvují děti ve věku 5 až 10 let. Žákům je poskytováno stejné základní vzdělání. V prvních dvou ročnících funguje jednotná výuka, povinně si také každý žák vybírá jeden cizí živý jazyk, který se bude učit. Dále si může v případě zájmu či nadání dítě vybrat další doplňkové předměty, nebo rozšířenou výuku matematiky či cizího jazyka.

### Nižší sekundární školství
Po ukončení primární školy (Grundschule) dochází k prvnímu dělení žáků do dvou typů škol. Prvním typem je hlavní škola (Hauptschule), a druhým nižším stupněm jsou vyšší všeobecně vzdělávací školy (Die allgemein bildende höhere Schule; AHS). Oba dva typy škol jsou čtyřleté a určené pro žáky od 10 do 14 let.
- Hlavní škola (Hauptschule) jakožto druhý stupeň pro žáky od 10 do 14 let zprostředkovává všeobecné vzdělávání. Tyto školy umožňují následně další studium na:
  - odborné střední škole (Berufsbildende mittlere Schulen; BMS),
  - odborné vyšší škole (Berufsbildende Höhere Schulen; BHS),
  - nebo přestup na všeobecně vzdělávací vyšší školu (AHS),
  - Poslední možností je návštěva polytechnické školy. Tento typ školy je v současné době nejrozšířenější formou pokračování základní povinné školní docházky. Zaměření studia na těchto školách je kromě povinných předmětů možno určit pomocí volitelných předmětů.
- Nižší stupeň vyšší všeobecně vzdělávací školy (AHS), je čtyřletou školu, kdy po těchto čtyřech letech může žák pokračovat na vyšší stupeň AHS nebo je umožněn pro tyto žáky přestup na odborné střední a vyšší školy (BMS, BHS). Nižší stupeň AHS v Rakousku neexistuje samostatně, ale pouze v rámci celkového osmiletého studia na AHS. První dva ročníky na AHS jsou výukou shodné s Hauptchule. Od třetího ročníku pak dochází k rozdělení na tři typy škol, a to na gymnázium s výukou latiny, reálné gymnázium se zaměřením na matematiku, geometrii a přírodní vědy a poslední hospodářské reálné gymnázium s výukou chemie, hospodářských nauk, psychologie a filozofie.[5]

### Vyšší sekundární školství
Na této úrovni vzdělávání se překrývá první rok vzdělávání s posledním rokem povinné školní docházky. Na této úrovni je také k dispozici, kromě všeobecného vzdělávání, které je realizováno na AHS, také široké množství odborných škol. Žáci tedy mají na výběr z následujících škol:
- Vyšší stupeň vyšší všeobecně vzdělávací školy je pokračováním pro žáky, kteří se rozhodli setrvat na AHS. Tento typ školy nadále rozvíjí v čtyřletém studiu všeobecné studium a to ve stejném rozdělení jako nižší stupeň AHS, tedy gymnázium, reálné gymnázium a hospodářské reálné gymnázium. Na konci je studium zakončeno maturitou a u žáků se předpokládá další studium, především na univerzitách, odborných školách, akademiích a školách abiturientských studií.
- Polytechnická škola. Tato přípravná škola je určena pro žáky, kteří si chtějí dodělat poslední rok povinné školní docházky a v rámci tohoto roku najít cílenou orientaci pro další vzdělání a vhodný obor. Na tuto školu navazuje učňovské vzdělání, které obsahuje učňovský provoz ve firmě a učňovskou školu.
- Střední odborná škola (BMS) je určena pro žáky kteří dokončili 8. ročník základního vzdělání a projdou přijímacími zkouškami. Žáci, kteří prošli 9. ročníkem polytechnickým ročníkem, jsou bráni bez přijímaček. Toto studium trvá 3 až 4 roky a krom odborných dovedností poskytují i všeobecné vzdělání. Žáci Učňovských a středních odborných škol mají také možnost složit maturitní zkoušku, která je opravňuje k dalšímu postsekundárnímu a terciárnímu vzdělávání. Dále mohou toto oprávnění získat v nástavbovém studiu.
- Vyšší odborné školy (BHS) umožňují odborné vzdělání a fundované všeobecné vzdělání. Studium trvá pět let a je zakončeno maturitní a diplomovou zkouškou, které je opravňuje k dalšímu studiu na vysoké škole.[3]

### Postsekundární a terciární školství
Žáci, kteří úspěšně dokončili studium na vyšší všeobecné škole, odborné škole nebo složili zkoušky opravňující ke studiu, získávají dále možnost studovat na těchto školách:
- Akademie. Tyto školy kvalifikují pro určité oblasti v sociálních a zdravotnických oborech.
- Školy abiturientských studií (Kolleg) jsou určeny především pro studenty vyšších všeobecných vzdělávacích škol, kteří si chtějí doplnit odborné vzdělání.
- Pedagogické školy, které vzdělávají učitele pro ročníky povinné školní docházky.
- Vysoké odborné školy
- Univerzity

V rámci postsekundárního vzdělávání mají žáci od osmnácti let po složení učňovské zkoušky možnost prohlubovat své teoretické znalosti například na školách stavebních řemesel a v mistrovských školách.